# Formica subspinosa
Formica subspinosa är en myrart som beskrevs av Buckley 1866. Formica subspinosa ingår i släktet Formica och familjen myror. Inga underarter finns listade i Catalogue of Life.